# Monte Hodges
El monte Hodges (en inglés: Mount Hodges) es una montaña de 605 m s. n. m. de alto, ubicada a 2 km al oeste del Monte Duse, cerca del noroeste de la cabeza de la caleta Vago y al oeste de Grytviken, en la bahía Cumberland Este en Georgia del Sur, en el océano Atlántico Sur, cuya soberanía está en disputa entre el Reino Unido el cual las administra como «Territorio Británico de Ultramar de las islas Georgias del Sur y Sandwich del Sur», y la República Argentina que las integra al Departamento Islas del Atlántico Sur, dentro de la Provincia de Tierra del Fuego, Antártida e Islas del Atlántico Sur.
Fue encuestada primero por la Expedición Antártica Sueca, de 1901 a 1904, en virtud de Otto Nordenskjöld, apareciendo como "Moldaenke Berg" en un mapa de 1907 por A. Szielasko, pero el nombre no se ha conservado en posteriores cartas generales de esta área. El nombre de "Monte Hodges" parece haber sido aplicado algunos años más tarde y está bien establecido. Probablemente fue nombrado para capitán M.H. Hodges, de la Marina Real Británica, del Sappho, que visitó y asignó partes de la bahía Cumberland en 1906.

## Referencias

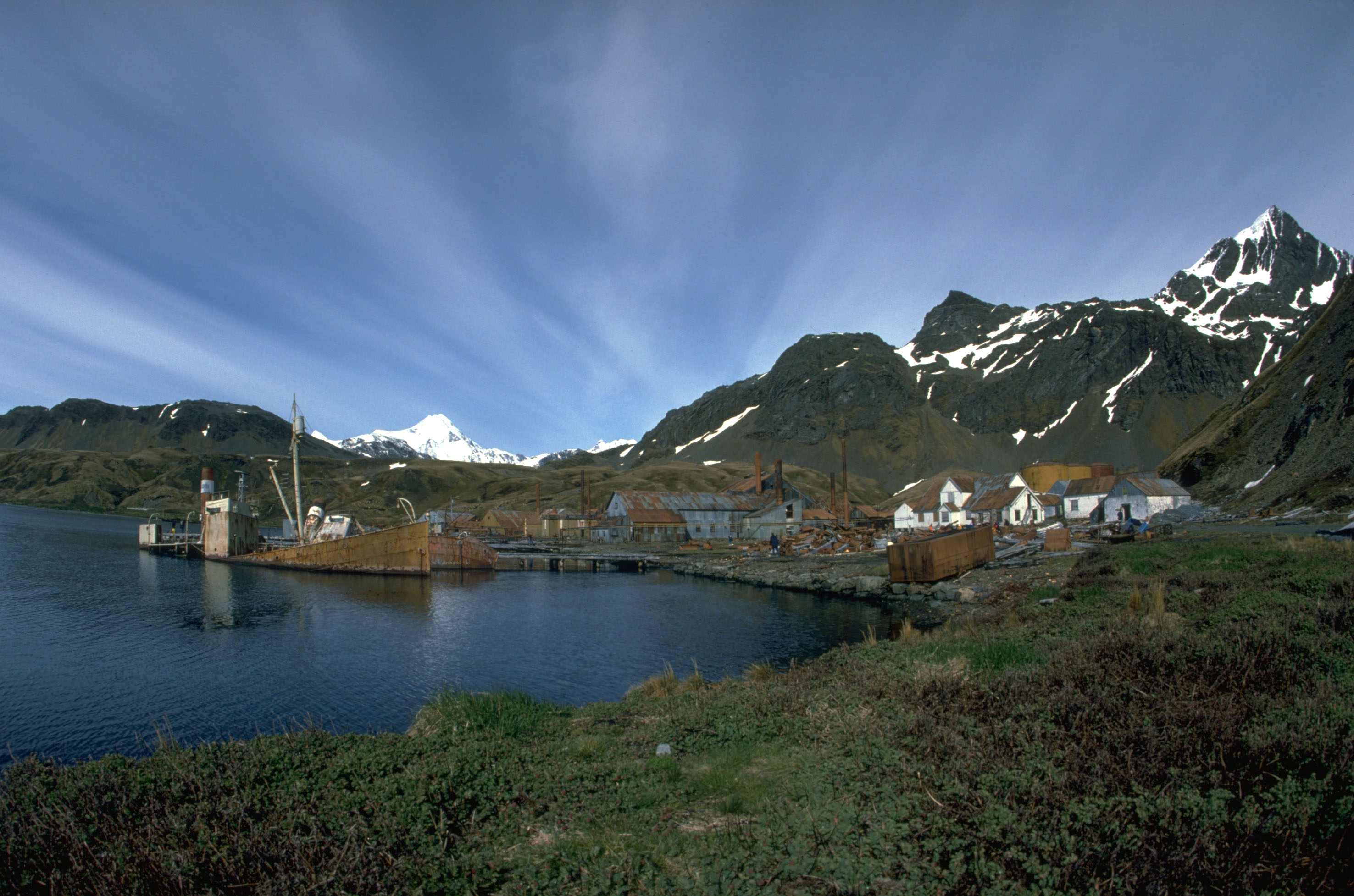
Otra vista desde Grytviken (lado derecho)